# إسحاق فازيل
إسحاق فازيل (بالإنجليزية: Isaac Vassell) هو لاعب كرة قدم بريطاني، ولد في 9 سبتمبر 1993 في Newquay ‏ في المملكة المتحدة. لعب مع نادي بليموث أرجايل ونادي ويموث.

## وصلات خارجية
- إسحاق فازيل على موقع قاعدة بيانات كرة القدم.إي يو (الإنجليزية)
- إسحاق فازيل على موقع Soccerbase.com (لاعب) (الإنجليزية)
- إسحاق فازيل على موقع Soccerway.com (الإنجليزية)